# Daphne Touw
Daphne Touw (* 13. Januar 1970 in Sint-Oedenrode) ist eine ehemalige niederländische Hockeyspielerin. Sie gewann mit der niederländischen Nationalmannschaft die olympische Bronzemedaille 2000, 1998 war sie Weltmeisterschaftszweite.

## Sportliche Karriere
Die 1,68 m große Daphne Touw stand von 1993 bis 2000 in 69 Länderspielen im Tor.
Touw war Torhüterin der Nationalmannschaft bei der Weltmeisterschaft 1994 in Dublin. Die Niederländerinnen belegten in ihrer Vorrundengruppe den dritten Platz und verpassten damit das Halbfinale. Am Ende erreichte die Mannschaft den sechsten Platz. Nach der Weltmeisterschaft bestritt Daphne Touw erst 1997 wieder Spiele in der Nationalmannschaft.
1998 fand die Weltmeisterschaft in Utrecht statt. Stammtorhüterin war Daphne Touw, Clarinda Sinnige wurde in einem Vorrundenspiel eingewechselt. Im Finale trafen die Niederländerinnen auf die australische Mannschaft. Die Australierinnen gewannen mit 3:2. Bei den Olympischen Spielen 2000 in Sydney belegten die Niederlande in der Vorrunde den dritten Platz und erreichten damit die Hauptrunde. Mit einem Sieg und zwei Niederlagen platzierten sich die Niederländerinnen in der Hauptrunde auf dem vierten Platz und spielten gegen die spanische Mannschaft um Bronze. Dieses Spiel gewannen sie mit 2:0. Clarinda Sinnige stand in den ersten Spielen und in den drei letzten Spielen im Tor, die anderen Spiele absolvierte Daphne Touw.